# Richard Van Genechten
Richard Van Genechten (Bruxelas, 23 de julho de 1930 - Laeken, 13 de novembro de 2010) foi um ciclista belga que foi profissional entre 1953 e 1961. Nestes anos conseguiu 17 vitórias, entre as quais destacam a Volta à Catalunha de 1958 e a Flecha Valona de 1956.

## Palmarés
1952:
- Grande Prêmio François-Faber

1953:
- Critérium de Bruxelas

1954:
- Polymultipliée

1955:
- 1 etapa da Volta à Bélgica

1956:
- Flecha Valona
- Polymultipliée
- A Hulpe
- Critérium de Loverval
- Fim de semana das Ardenas

1957:
- Anderlecht

1958:
- Volta à Catalunha , mais 2 etapas
- Wavre
- Westrozebeke
- Stadsprijs Geraardsbergen

1959:
- Lendelede

### Resultados no Tour de France
- 1953: 33.º da classificação geral
- 1954: 22.º da classificação geral. 3.º do Grande Prêmio da Montanha
- 1955: Abandona (21. ª etapa)
- 1956: 45.º da classificação geral

### Resultados na Volta a Espanha
- 1959: 26.º da classificação geral. 2.º do Grande Prêmio da Montanha